# الرسل (فلم)
الرسل (بالإنجليزية: The Messengers) هو فيلم تم إنتاجه سنة 2007.

## القصة
تحكي قصة الفيلم عن فتاة انتقلت مع أسرتها التي تتكون من والديها وشقيقها الأصغر إلى قرية أخرى للعيش بها، بعدما تعرضت والدتها لحادثة تسببت في استنزاف أموال الأسرة، خاصة وأن والدها كان قد فقد عمله. ولكن لا تسير الأمور على ما يرام خاصة بعدما تبدأ الفتاة في رؤية بعض الأشباح والتي يتضح فيما بعد أنها تعود لسكان المنزل قبل أن تأتي أسرتها للعيش به، وتحاول أن تحكي لوالديها ولكنهما لا يصدقاها، لتكشف لها الرؤى والأشباح عن المصير الذي تعرض له سكان المنزل الأوائل قبل مجيئهم. الفيلم من بطولة كريستين ستيورات، ستيوارت بيتي،تود فارمر، و جون كوربيت.

## روابط خارجية
- مقالات تستعمل روابط فنية بلا صلة مع ويكي بيانات